# Acute buik
Acute buik is een symptoom met als neventerm voor dit ziektebeeld "Ernstige buikpijn (gegeneraliseerd) (gelokaliseerd) (met défense musculaire)". Plots opgekomen buikpijn staat centraal.
Bij dit acuut optredend symptoom wordt geëvalueerd of een operatie op korte termijn noodzakelijk is of niet. Een verkeerde keuze kan levensbedreigend zijn. Een dergelijk beeld wordt dan ook meestal op korte termijn beoordeeld door een chirurg.
Oorzaken die vaak wel een operatie noodzakelijk maken en om deze reden niet mogen worden gemist zijn bijvoorbeeld maagperforatie, darmperforatie, acute pancreatitis, appendicitis, inklemming van de darm, invaginatie van de darm, ischemie van een segment van de darm en urineretentie, (waarvoor katheterisatie nodig is), buitenbaarmoederlijke zwangerschap (EUG, extra-uteriene graviditeit).
Er zijn ook minder dringende oorzaken zoals constipatie, gastro-enteritis, nierstenen of galstenen.
Tot slot zijn er oorzaken die helemaal geen operatie vereisen, zoals hereditair angio-oedeem.
Als men niet direct een oorzaak kan vinden, worden buikklachten wel toegeschreven aan een prikkelbare darm. Omdat buikklachten door veel factoren veroorzaakt kunnen worden die niet allemaal makkelijk gevonden kunnen worden, is het zaak voorzichtig te zijn met een dergelijke diagnose. Het verdient de voorkeur om te spreken van onverklaarde buikklachten.